# 123. п. н. е.

## Догађаји
- Гај Грах, брат убијеног Тиберија, по први пут изабран за римског трибуна. Међутим, он током свог првог мандата оклева са предузимањем радикалних политичких и аграрних реформи које је десет година раније покушао да спроведе његов брат.